# Lista de museus da cidade de São Paulo
Esta é uma lista dos museus da cidade de São Paulo, no estado de São Paulo, Brasil.

## Museus em funcionamento
| Imagem | Instituição                                                                                   | Distrito                             | Caráter da instituição            | Fundação | Tipologia | Notas |
| ------ | --------------------------------------------------------------------------------------------- | ------------------------------------ | --------------------------------- | -------- | --- | --- |
|        | Museu Aberto de Arte Urbana de São Paulo                                                      | Santana                              | Público estadual                  | 2011     | Arte urbana e grafite | Foi criado a partir da prisão dos idealizadores enquanto grafitavam o local que viria a ser o museu. Não tem portas, portanto acessível 24 horas. |
|        | Acervo Histórico Irmã Beata Heinrich                                                          | Bela Vista                           | Privado                           |          | Acervo histórico | |
|        | Acervo Artístico-Cultural dos Palácios do Governo do Estado de São Paulo                      | Morumbi                              | Público estadual                  | 1985     | Acervo histórico e artístico | |
|        | Casa Guilherme de Almeida                                                                     | Perdizes                             | Público estadual                  | 1979     | Casa-museu, acervo musical, artístico e literário | |
|        | Casa Modernista                                                                               | Vila Mariana                         | Público municipal                 | 2008     | Casa-museu, acervo histórico e artístico | |
|        | Catavento Cultural e Educacional                                                              | Sé                                   | Público estadual                  | 2009     | Acervo científico (interativo) | |
|        | Centro de Memória Bunge                                                                       | Pinheiros                            | Privado                           | 1994     | Acervo histórico-institucional | |
|        | Centro de Memória Dorina Nowill                                                               | Vila Mariana                         | Privado                           | 2002     | Acervo histórico-institucional | |
|        | Centro de Memória da Faculdade de Saúde Pública da Universidade de São Paulo                  | Jardim Paulista                      | Público estadual (universitário)  | 2004     | Acervo histórico-institucional | |
|        | Centro Histórico-Cultural da Enfermagem Ibero-Americana                                       | Jardim Paulista                      | Público estadual (universitário)  | 1992     | Acervo histórico-institucional | |
|        | Centro Pró-Memória do Club Athletico Paulistano                                               | Jardim Paulista                      | Privada                           | n.d.     | Esportes, institucional | |
|        | Centro Pró-Memória Hans Nobiling do Esporte Clube Pinheiros                                   | Pinheiros                            | Privado                           | 1998     | Acervo histórico-institucional | |
|        | Coleção de Artes Visuais do Instituto de Estudos Brasileiros da USP                           | Butantã                              | Público estadual (universitário)  | 1968     | Acervo artístico | |
|        | Coleção Entomológica de Referência da Faculdade de Saúde Pública da Universidade de São Paulo | Jardim Paulista                      | Público estadual (universitário)  | n.d.     | Acervo científico (biológico) | |
|        | Estação Ciência                                                                               | Lapa                                 | Público estadual (universitário)  | 1987     | Acervo científico (interativo) | |
|        | Estação Pinacoteca                                                                            | Bom Retiro                           | Público estadual                  | 2004     | Acervo artístico e documental | |
|        | Fundação Cultural Ema Gordon Klabin                                                           | Pinheiros                            | Privado                           | 1978     | Casa-museu, acervo biográfico e artístico | |
|        | Fundação Maria Luisa e Oscar Americano                                                        | Morumbi                              | Privado                           | 1974     | Casa-museu, acervo biográfico, histórico e artístico | |
|        | Museu da Imprensa Automotiva (MIAU)                                                           | Morumbi                              | Museu privado                     | 2013     | Possui em sua coleção press-releases, press-kits, coleções de revistas especializadas, fotografias, negativos, livros, memorabilia e outros itens, a contar dos anos 1960. | |
|        | Museu do Tietê                                                                                | Cangaíba                             | Público estadual                  | 1999     | Ciências, histórico | |
|        | Herbário da Universidade de São Paulo                                                         | Butantã                              | Público estadual (universitário). | 1932     | Herbário | |
|        | Instituto Moreira Salles                                                                      | Consolação                           | Privado                           | 1991     | Complexo cultural, acervo documental, artístico e audiovisual | |
|        | Instituto Museu e Biblioteca de Odontologia de São Paulo Doutor Elias Rosenthal               | Santana                              | Privado                           | 1986     | Acervo científico (odontologia) | |
|        | Memorial da América Latina                                                                    | Barra Funda                          | Público estadual                  | 1989     | Complexo cultural, acervo artístico, etnográfico, antropológico e documental                                                                                               | |
|        | Memorial da Resistência de São Paulo                                                          | Bom Retiro                           | Público estadual                  | 2009     | Acervo histórico | |
|        | Memorial Pernambucanas                                                                        | Campo Limpo                          | Privado                           | 2005     | Acervo histórico-institucional | |
|        | Museu Afro Brasil                                                                             | Moema                                | Público estadual                  | 2004     | Acervo artístico, histórico e etnográfico | |
|        | Museu Anchieta                                                                                | Sé                                   | Privado                           | 1979     | Acervo histórico-artístico | |
|        | Museu Banespa                                                                                 | Sé                                   | Privado                           | 1965     | Acervo histórico-institucional e artístico | |
|        | Museu Belas Artes de São Paulo                                                                | Vila Mariana                         | Privado                           | 2007     | Acervo artístico, histórico e institucional | |
|        | Museu Biológico do Instituto Butantan                                                         | Butantã                              | Público estadual                  | 1912     | Acervo científico (biologia) | |
|        | Museu Botânico Dr. João Barbosa Rodrigues                                                     | Cursino                              | Público estadual                  | 1978     | Acervo científico (botânica) | |
|        | Museu Brasileiro da Escultura e Ecologia                                                      | Pinheiros                            | Privado                           | 1995     | Acervo artístico | |
|        | Museu Capela de São Miguel Arcanjo                                                            | São Miguel Paulista                  | Privado                           |          | | |
|        | Museu Penitenciário Paulista                                                                  | Santana                              | Público                           |          | | |
|        | Museu Vicente de Azevedo                                                                      | Ipiranga                             | Privado                           |          | | |
|        | Centro de Memória do Corpo de Bombeiros da Polícia Militar do Estado de São Paulo             | Vila Mariana                         | Público                           |          | | |
|        | Museu de Anatomia Prof. Renato Locchi – Universidade Federal de São Paulo                     | Saúde                                | Público                           |          | | |
|        | Memorial da Educação Municipal – MEM                                                          | Saúde                                | Público                           |          | | |
|        | Museu Xingu                                                                                   | Bela Vista                           | Privado                           |          | | |
|        | Museu do Theatro Municipal de São Paulo                                                       | Sé                                   | Público                           |          | | |
|        | Centro de Memória do Circo                                                                    | República                            | Público                           |          | | |
|        | Museu da Faculdade de Direito da Universidade de São Paulo                                    | República                            | Público                           |          | | |
|        | Museu de História da Medicina da Associação Paulista de Medicina                              | Bela Vista                           | Privado                           |          | | |
|        | Casa da Imagem                                                                                | Sé                                   | Público                           |          | | |
|        | Casa do Sertanista                                                                            | Sé                                   | Público                           |          | | |
|        | Museu da Diversidade                                                                          | República                            | Público                           |          | | |
|        | Museu da Santa Casa de São Paulo                                                              | República                            | Privado                           |          | | |
|        | Chácara Lane                                                                                  | Consolação                           | Público                           |          | | |
|        | Museu Armando de Arruda Pereira                                                               | Santa Cecília                        | Privado                           |          | | |
|        | Fundação Armando Álvares Penteado                                                             | Consolação                           | Privado                           |          | | |
|        | Museu da Cultura – Pontifícia Universidade Católica de São Paulo                              | Perdizes                             | Privado                           |          | | |
|        | Museu do Instituto Adolfo Lutz                                                                | Pacaembu                             | Público                           |          | | |
|        | Instituto de Arte Contemporânea                                                               | Consolação                           | Privado                           |          | | |
|        | Centro Cultural do Liceu de Artes e Ofícios de São Paulo                                      | Luz                                  | Privado                           |          | | |
|        | Museu do Saneamento                                                                           | Brás                                 | Privado                           |          | | |
|        | Museu das Favelas                                                                             | Santa Cecília                        | Público                           |          | | |
|        | Museu de Saúde Pública Emílio Ribas                                                           | Bom Retiro                           | Público estadual                  | 1965     | Histórico, insitucional | |
|        | Museu Maçônico José Bonifácio                                                                 | Sé                                   | Privado                           |          | | |
|        | Centro Cultural da Marinha em São Paulo                                                       | Pinheiros                            | Público                           |          | | |
|        | Museu Brasileiro da Escultura e da Ecologia                                                   | Pinheiros                            | Público                           |          | | |
|        | Instituto Tomie Ohtake                                                                        | Pinheiros                            | Privado                           |          | | |
|        | Museu do Objeto Brasileiro                                                                    | Pinheiros                            | Privado                           |          | | |
|        | Museu da Mineração                                                                            | Vila Madalena                        | Privado                           |          | | |
|        | Museu do Rádio, da Televisão e Novas Mídias                                                   | Perdizes                             | Privado                           |          | | |
|        | Museu das Invenções                                                                           | Perdizes                             | Privado                           |          | | |
|        | Casa Mário de Andrade                                                                         | Barra Funda                          | Público                           |          | | |
|        | Centro de Referência Paulo Freire                                                             | Lapa                                 | Privado                           |          | | |
|        | Casa do Butantã                                                                               | Butantã                              | Público                           |          | | |
|        | Museu da Educação e do Brinquedo                                                              | Butantã                              | Público                           |          | | |
|        | Museu da Farmácia                                                                             | Consolação                           | Público                           |          | | |
|        | Museu da Tolerância da Universidade de São Paulo                                              | Butantã                              | Público                           |          | | |
|        | Museu da Sociedade Brasileira de Cirurgia Plástica Ivo Pitanguy                               | Itaim Bibi                           | Privado                           |          | | |
|        | Centro Histórico do Hospital Albert Einstein                                                  | Perdizes                             | Privado                           |          | | |
|        | Capela do Morumbi                                                                             | Morumbi                              | Público                           |          | | |
|        | Museu Abadia São Geraldo                                                                      | Morumbi                              | Privado                           |          | | |
|        | Casa do Sítio da Ressaca                                                                      | Jabaquara                            | Público                           |          | | |
|        | Museu da Gastronomia Brasileira                                                               | Butantã                              | Privado                           |          | | |
|        | Casa do Tatuapé                                                                               | Tatuapé                              | Público                           |          | | |
|        | Memorial do Corinthians                                                                       | Tatuapé                              | Privado                           |          | | |
|        | Museu Ceroplástico Augusto Esteves                                                            | Jardim Paulista                      | Público estadual (universitário)  | 1980     | Acervo didático (medicina) e artístico | |
|        | Museu da Caixa Econômica Federal                                                              | Sé                                   | Público federal                   | 1989     | Acervo histórico-institucional | |
|        | Museu da Casa Brasileira                                                                      | Pinheiros                            | Público estadual                  | 1970     | Acervo histórico-artístico (mobiliário) | |
|        | Museu da Educação e do Brinquedo                                                              | Butantã                              | Publico estadual (universitário)  | 1999     | Acervo temático | |
|        | Museu da Energia de São Paulo                                                                 | Santa Cecília                        | Privado                           | 2005     | Acervo científico-tecnológico | |
|        | Museu da Imagem e do Som                                                                      | Pinheiros                            | Público estadual                  | 1970     | Audiovisual | |
|        | Museu da Imigração do Estado de São Paulo                                                     | Mooca                                | Público estadual                  | 1998     | Acervo histórico | |
|        | Museu da Lâmpada                                                                              | Jabaquara                            | Privado                           | 2012     | Acervo temático | |
|        | Museu da Língua Portuguesa                                                                    | Bom Retiro                           | Público estadual                  | 2006     | Linguístico (interativo) | |
|        | Museu da Pessoa                                                                               | Pinheiros                            | Privado                           | 1992     | Histórico(antropologia) (virtual) | |
|        | Museu da Polícia Civil do Estado de São Paulo (Museu do Crime)                                | Butantã                              | Público estadual                  | n.d.     | Acervo histórico-institucional (museu de polícia) | |
|        | Museu de Anatomia Humana Professor Alfonso Bovero                                             | Butantã                              | Público estadual (universitário)  | 1914     | Ciências (biologia) | |
|        | Museu de Anatomia Veterinária Professor Doutor Plínio Pinto e Silva                           | Butantã                              | Público estadual (universitário)  | 1984     | Ciências (biologia) | |
|        | Museu de Arqueologia e Etnologia da Universidade de São Paulo                                 | Butantã (Cidade Universitária – USP) | Público estadual (universitário)  | 1989     | Arqueológico, etnográfico | |
|        | Museus de Arte Brasileira da Fundação Armando Álvares Penteado (FAAP)                         | Consolação                           | Privado                           | 1961     | Artes visuais | |
|        | Museu de Arte Contemporânea da Universidade de São Paulo                                      | Butantã                              | Público estadual (universitário)  | 1963     | Artes visuais | |
|        | Museu de Arte de São Paulo                                                                    | Bela Vista                           | Privado                           | 1947     | Artes visuais | |
|        | Museu de Arte Mágica, Ilusionismo e Prestidigitação João Peixoto dos Santos                   | Ipiranga                             | Privado                           | 1982     | Temático | |
|        | Museu de Arte Moderna de São Paulo                                                            | Moema (Parque do Ibirapuera)         | Privado                           | 1948     | Artes visuais | |
|        | Museu de Arte Sacra de São Paulo                                                              | Bom Retiro                           | Público estadual                  | 1970     | Artes visuais (sacra) | |
|        | Museu de Ciências da Universidade de São Paulo                                                | Butantã                              | Público estadual (universitário)  | 2005     | Ciências | |
|        | Museu de Farmácia                                                                             | Butantã                              | Público estadual (universitário)  | 1992     | Ciências | |
|        | Museu de Geociências do Instituto de Geociências da Universidade de São Paulo                 | Butantã                              | Público estadual (universitário)  | 1934     | Ciências (ciências da Terra). | |
|        | Museu de Microbiologia do Instituto Butantan                                                  | Butantã                              | Público estadual (universitário)  | 2002     | Ciências (microbiologia) | |
|        | Museu de Polícia Militar do Estado de São Paulo                                               | Bom Retiro                           | Público estadual                  | 1958     | Histórico, institucional | |
|        | Museu de Zoologia da Universidade de São Paulo                                                | Ipiranga                             | Público estadual (universitário)  | 1939     | Ciências (zoologia) | |
|        | Museu do Computador e Futuro da Tecnologia                                                    | Virtual (administrado em São Paulo)  | Privado                           | 1998     | Tecnologia (computador) | |
|        | Museu do Futebol                                                                              | Pacaembu                             | Público estadual                  | 2008     | Esportes (futebol) | |
|        | Museu dos Óculos Gioconda Giannini                                                            | Bela Vista                           | Privado                           | 1996     | Temático | |
|        | Museu do Relógio Professor Dimas de Melo Pimenta                                              | Vila Leopoldina                      | Privado                           | 1975     | Temático | |
|        | Museu do Meio Ambiente                                                                        | Parque do Carmo                      | Público                           |          | | |
|        | Museu da Matemática Prandiano                                                                 | Vila Mariana                         |                                   |          | | |
|        | Museu Histórico e Cultural Professor Nazareth dos Reis                                        | Bela Vista                           | Público                           |          | | |
|        | Memorial da Imigração Judaica no Brasil                                                       | Bom Retiro                           | Privado                           |          | | |
|        | Museu SPTrans dos Transportes Públicos – Gaetano Ferolla                                      | Pari                                 | Público municipal                 | 1983     | Transportes | |
|        | Museu do Tribunal de Justiça do Estado de São Paulo                                           | Sé                                   | Público estadual                  | 1994     | Histórico, institucional | |
|        | Museu Florestal Octávio Vecchi                                                                | Mandaqui                             | Público estadual                  | 1931     | Ciências (ecologia) | |
|        | Museu Geológico Valdemar Lefèvre                                                              | Barra Funda (Parque da Água Branca)  | Público estadual                  | 1967     | Ciências (ciências da Terra) | |
|        | Museu Herculano Pires                                                                         | Jardim Paulista                      | Privado                           | 2000     | Numismática | |
|        | Museu Histórico da Imigração Japonesa no Brasil                                               | Liberdade                            | Privado                           | 1978     | Histórico | |
|        | Museu Histórico da Portuguesa                                                                 | Pari                                 | Privado                           | 1992     | Histórico, institucional, esportivo | |
|        | Museu Histórico do Instituto Butantan                                                         | Butantã                              | Público estadual                  | 1981     | Histórico, institucional | |
|        | Museu Histórico Professor Carlos da Silva Lacaz                                               | Jardim Paulista                      | Público estadual (universitário)  | 1977     | Histórico, institucional | |
|        | Museu Judaico de São Paulo                                                                    | Vila Mariana                         | Privado                           | 2021     | Histórico | |
|        | Museu Lasar Segall                                                                            | Vila Mariana                         | Público federal                   | 1967     | Biográfico, artes visuais | |
|        | Museu Memória do Bixiga                                                                       | Bela Vista                           | Privado                           | 1980     | Histórico | |
|        | Museu Oceanográfico do Instituto Oceanográfico da Universidade de São Paulo                   | Butantã                              | Público estadual (universitário)  | 1988     | Ciências (oceanografia) | |
|        | Museu Paulista da Universidade de São Paulo                                                   | Ipiranga                             | Público estadual (universitário)  | 1895     | Histórico | |
|        | Museu Paulo Machado de Carvalho                                                               | Bela Vista                           | Privado                           | n.d.     | Histórico, institucional, esportivo (futebol) | |
|        | Museu Técnico-Científico do Instituto Oscar Freire                                            | Jardim Paulista                      | Público estadual (universitário)  | n.d.     | Medicina legal | |
|        | Pinacoteca do Estado de São Paulo                                                             | Bom Retiro                           | Público estadual                  | 1905     | Artes visuais | |
|        | Centro Cultural São Paulo                                                                     | Paraíso                              | Público municipal                 | 1982     | Artes visuais | |
|        | Solar da Marquesa de Santos                                                                   | Sé                                   | Público municipal                 | 1975     | Acervo histórico (unidade do Museu da Cidade de São Paulo) | |